# Esserval-Combe
Esserval-Combe est une ancienne commune française située dans le département du Jura en région Franche-Comté, devenue, le 1er janvier 2016, une commune déléguée de la commune nouvelle de Mièges.

## Géographie
Couvrant une superficie de 176 hectares, Esserval-Combe se situe à l'est du département, sur le plateau de Nozeroy ; son bourg se réduit à une place bordée par quelques habitations.

## Toponymie
Combe : « vallée, replat d'une vallée ».

## Histoire

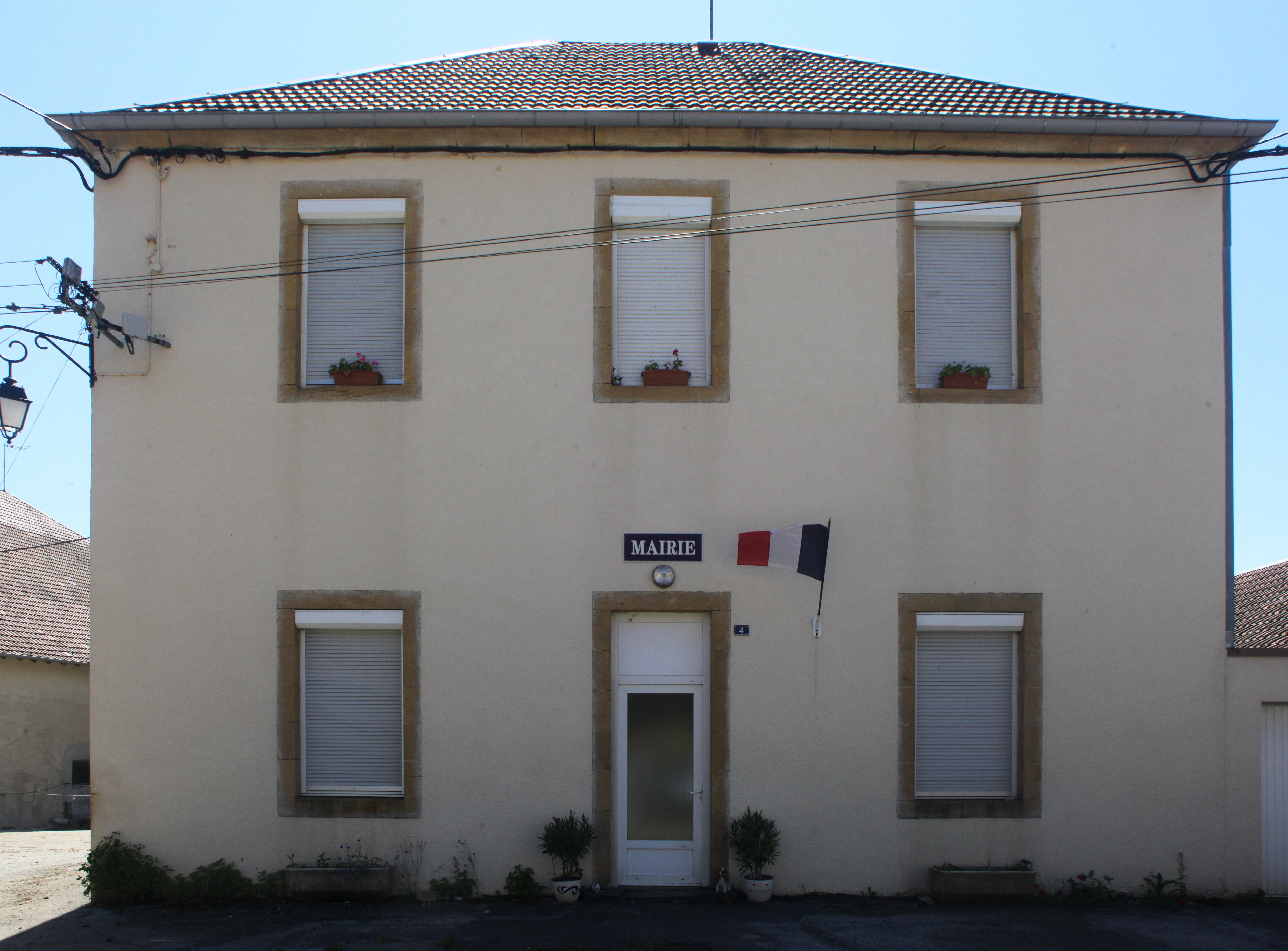
Mairie.

En 2015, les communes d'Esserval-Combe, Mièges et Molpré décident de s'unir pour former une commune nouvelle à compter du 1er janvier 2016.

## Politique et administration

### Administration municipale
| Période    | Période          | Identité        | Étiquette | Qualité |
| ---------- | ---------------- | --------------- | --------- | ------- |
| avant 1995 | ?                | Henri Delacroix | DVD       |         |
| mars 2001  | 31 décembre 2015 | René Besson     |           |         |

### Intercommunalité
La commune faisait partie de la communauté de communes du Plateau de Nozeroy.

## Population et société

### Démographie
L'évolution du nombre d'habitants est connue à travers les recensements de la population effectués dans la commune depuis 1793. À partir du 1er janvier 2009, les populations légales des communes sont publiées annuellement dans le cadre d'un recensement qui repose désormais sur une collecte d'information annuelle, concernant successivement tous les territoires communaux au cours d'une période de cinq ans. 
Pour les communes de moins de 10 000 habitants, une enquête de recensement portant sur toute la population est réalisée tous les cinq ans, les populations légales des années intermédiaires étant quant à elles estimées par interpolation ou extrapolation. Pour la commune, le premier recensement exhaustif entrant dans le cadre du nouveau dispositif a été réalisé en 2004,.
En 2013, la commune comptait 20 habitants, en évolution de +33,33 % par rapport à 2008 (Jura : −0,23 %, France hors Mayotte : +2,49 %).
| 1793 | 1800 | 1806 | 1821 | 1831 | 1836 | 1841 | 1846 | 1851 |
| ---- | ---- | ---- | ---- | ---- | ---- | ---- | ---- | ---- |
| 61   | 69   | 75   | 69   | 87   | 90   | 85   | 80   | 88   |

| 1856 | 1861 | 1866 | 1872 | 1876 | 1881 | 1886 | 1891 | 1896 |
| ---- | ---- | ---- | ---- | ---- | ---- | ---- | ---- | ---- |
| 71   | 77   | 78   | 66   | 56   | 61   | 55   | 55   | 51   |

| 1901 | 1906 | 1911 | 1921 | 1926 | 1931 | 1936 | 1946 | 1954 |
| ---- | ---- | ---- | ---- | ---- | ---- | ---- | ---- | ---- |
| 50   | 43   | 40   | 33   | 28   | 37   | 34   | 29   | 30   |

| 1962 | 1968 | 1975 | 1982 | 1990 | 1999 | 2004 | 2009 | 2013 |
| ---- | ---- | ---- | ---- | ---- | ---- | ---- | ---- | ---- |
| 31   | 30   | 23   | 20   | 17   | 21   | 14   | 17   | 20   |